# Constantyn Netscher
Constantyn Netscher (La Haia, en neerlandès (Den Haag), Països Baixos, (1668-1722) fou un pintor del Barroc.
Era el petit fill del pintor de finals del Renaixement, Caspar Netscher (1639-1684), i fou imitador del seu pare, sobretot en la pintura de gènere i en el retrat, però restà molt lluny d'igualar-lo.
Dirigí la "Societat Pictòrica" de la Haia, i entre les seves obres principals hi figuren un quadre titulat Venus plorant a Adonis, existent en el Museu del Louvre de París, i cinc retrats, entre ells els de Guillem III i la seva esposa, que es troben en el "Museu de l'Estat" a Amsterdam, i el dels fills del "baró Suassa".
Era germà del també pintor Theodorus Netscher (1661-1732).